# Флексографія

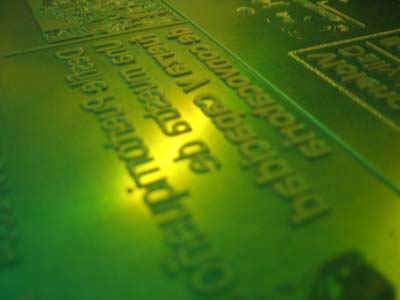
Флексографічна форма

Флексогра́фія або Флексографі́чний друк (від лат. flexibilis — «гнучкий» і грец. graphein — «писати», «малювати») — спосіб високого друку з використанням гнучких фотополімерних форм і швидковисихаючих рідких фарб.

## Історія
Винахідником флексографії вважається Карл Хольвего, власник німецької машинобудівної фірми «До. унд А. Хольвег ГМБХ», що існує й понині. Спосіб друкування аніліновими фарбниками за допомогою еластичних гумових друкарських форм описано К. Хольвегом в німецькому патенті № 200697 «Спосіб друкування на паперових мішках», отриманому 17 серпня 1907 р., і в англійському патенті № 16517, отриманому 5 серпня 1908 р. «Спосіб друкування на паперових мішках».
До 1952 р. цей спосіб називали аніліновим. Деякі історики вважають, що анілінова друкарська машина була створена в Англії в 1890 р. у цій машині кілька формних циліндрів розміщувались навколо одного друкарського. Друкували водяними фарбами, барвники яких розмивалися водою.
Оскільки спочатку в цьому спеціальному виді друку використовувалися анілінові синтетичні фарбники, в Німеччині в 20-х рр. минулого сторіччя використовувалися терміни Anilindruck — аніліновий друк — або Anilin-gummidruck — аніліновий гумовий друк. Термін «аніліновий друк» використовувався і в перших російських роботах, присвячених цьому способу.
Загальноприйнятий сьогодні термін «флексографія» був уперше запропонований 21 жовтня 1952 р. в США на 14-ій Національній конференції з пакувальних матеріалів, комітетом з флексографічного друку при Інституті упаковки (США). При цьому виходили з того, що в цьому способі зовсім не обов'язково повинні застосовуватися анілінові фарбники. У Європі новий термін у формі Flexodruck був вперше використаний у вересні 1966 р. в Німеччині. Надалі він набув поширення у Франції («flexographie» або «impression flexographique») і в інших країнах. Точну дату винаходу флексографії назвати неможливо. Відомо, що ще в середині XIX сторіччя анілінові фарбники використовувалися при друкуванні шпалер. Анілін C6H5NH2 — це дуже отруйна безбарвна малорозчинна у воді рідина. Анілін був вперше синтезований в 1842 р. Миколою Миколайовичем Зініним (1812—1880). На базі цього відкриття виникає і бурхливо розвивається в останній чверті XIX- початку XX ст. аніліно-фарбова промисловість. Анілінові фарбники використовувалися головним чином в текстильній промисловості. Споживання таких фарбників становило в 1913 р. 11,9 тис. т. Виробництво їх було зосереджено переважно в Росії, де в тому ж 1913 р. було проведено близько 8,5 тис. т. З часом поняття «Анілінові фарбники» було поширене на органічні синтетичні фарбники взагалі. Але в наш час[коли?] це поняття вважається застарілим.
Іншою важливою технічною передумовою для появи флексографії з'явився винахід гумових еластичних форм. Належить воно американцеві Джону Л. Кінгслі, який 18 січня 1853 р. отримав патент на «Удосконалення складових для виготовлення стереотипних форм». Суміші ці були призначені для виготовлення гумових штемпелів.

## Переваги
Флексографія об'єднує в собі переваги високого і офсетного друку і, разом з тим, позбавлена недоліків цих способів. Саме це і сприяло розширенню сфер використання флексографії. Спочатку метод використовувався для друкування паперових і поліетиленових пакетів і інших пакувальних матеріалів. У 1929 р. його застосували для виготовлення конвертів для грамплатівок. У 1932 р. з'явилися автоматичні пакувальні машини з флексографічними друкарськими секціями — для упаковки сигарет і кондитерських виробів, наприклад, печива.
Приблизно з 1945 р. флексографічний друк використовується для друкування шпалер, рекламних матеріалів, шкільних зошитів, конторських книг, формулярів і іншої канцелярської документації.